# Felice Varesi

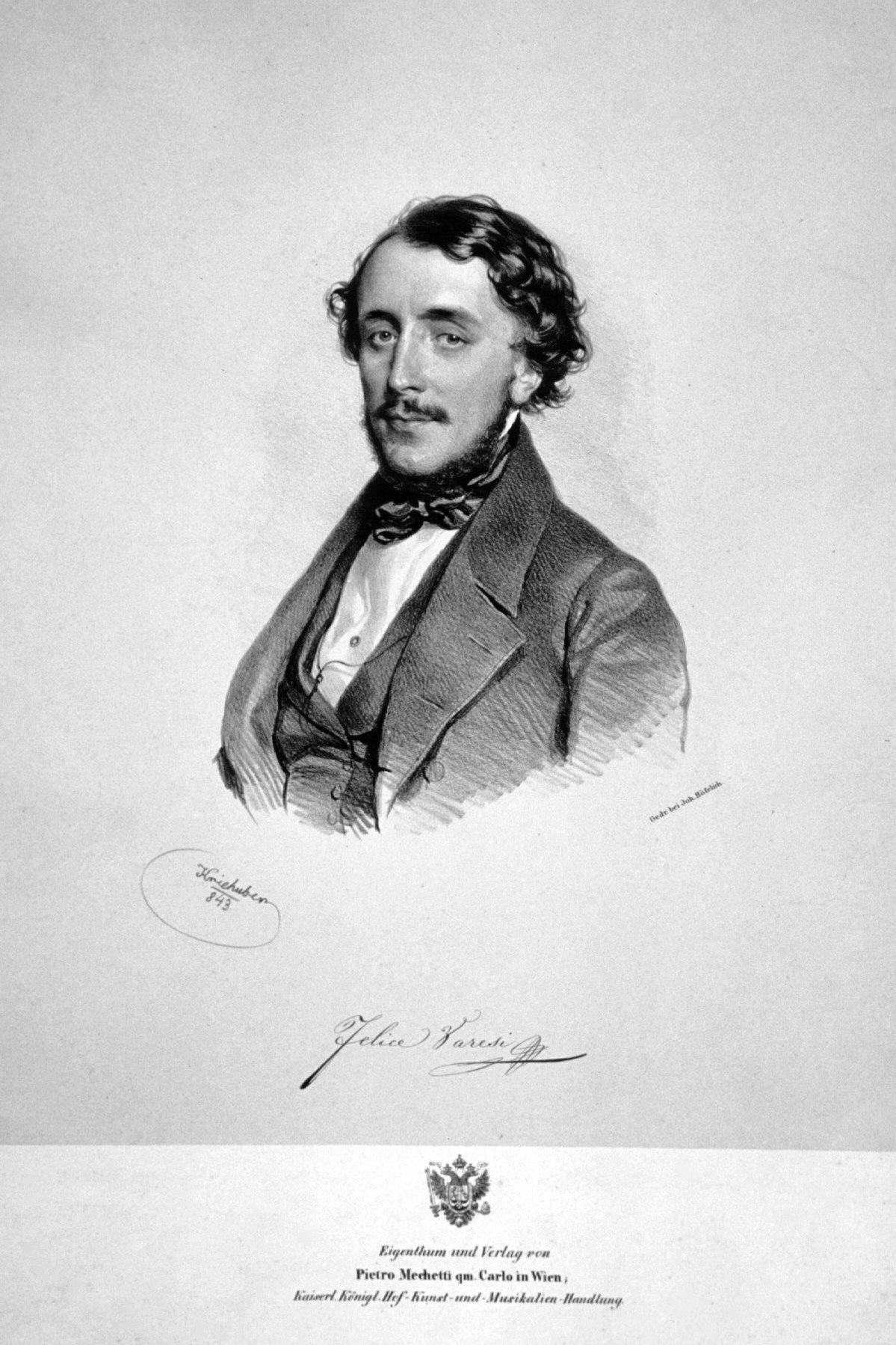
Felice Varesi, Lithographie von Josef Kriehuber, 1843

Felice Varesi (* 1813 in Calais; † 13. März 1889 in Mailand) war ein italienischer Opernsänger (Bariton). Er war ein von Giuseppe Verdi sehr geschätzter Sänger, der auch die Figuren des Rigoletto und Macbeth bei den Uraufführungen verkörperte.

## Leben
Varesi war ursprünglich auf die Belcanto-Opern von Gaetano Donizetti spezialisiert. Er begann seine Karriere 1834 in Varese und sang dann in Faenza, Florenz, Modena, Rom, Perugia und Genua. 1841 war er an der Mailänder Scala engagiert. 1842 bis 1847 finden wir ihn am Kärntnertortheater in Wien, wo er bei der Uraufführung von Donizettis Linda di Chamounix den Antonio sang.
1844 gestaltete er in Padua die Rolle des Don Carlo in Ernani; dies dürfte seine erste Verdirolle gewesen sein. Im gleichen Jahr sang er auch den Dogen in Verdis I due Foscari.
In den folgenden Jahren entwickelte sich Varesi zu einem Spezialisten des Verdirepertoire. 1847 war er den Macbeth bei der Uraufführung in Florenz. 1851 schuf er bei der Erstaufführung im Fenice die Figur des Rigoletto. Diese Rolle sang er während seiner gesamten internationalen Karriere mit großem Erfolg. 1853 wurde er am gleichen Opernhaus Verdis erster Germont in La traviata. Der Charakter dieser Vaterfigur missfiel ihm, was auch zu dem Misserfolg der Premiere beigetragen haben soll.
1864 kam er nach London, wo er seine Paraderolle – den Rigoletto – sang.
Varesi wurde nicht nur wegen seiner außergewöhnlichen Stimmqualitäten bewundert, sondern auch wegen seiner Intelligenz, seiner Musikalität und vor allem wegen seines Schauspieltalents. Er setzte Maßstäbe für eine ganze Generation von Verdi-Baritonen. Sein Hauptkonkurrent war Giorgio Ronconi, der erste Nabucco in der gleichnamigen Oper.
Er war verheiratet mit der Sopranistin Cecilia Boccadabati-Gazzudo, ihre gemeinsame Tochter Elena (1844–1920) machte ebenfalls als Sopran eine Opernkarriere.